# Dehler Yachts
 Dehler Yachts  ist eine Marke für sportliche Segelyachten der HanseYachts. Sie hat ihren Ursprung in der vormaligen Dehler-Werft in Meschede-Freienohl.

## Geschichte

### Gründung und Aufstieg (1963–1995)

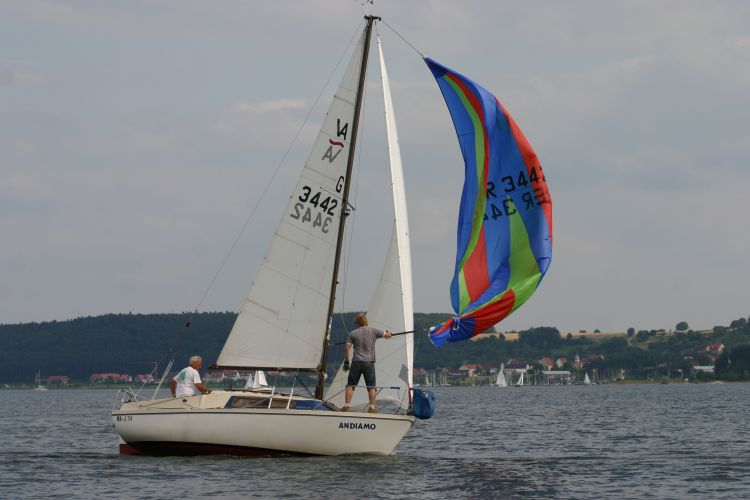
Varianta 65 (1972–82)

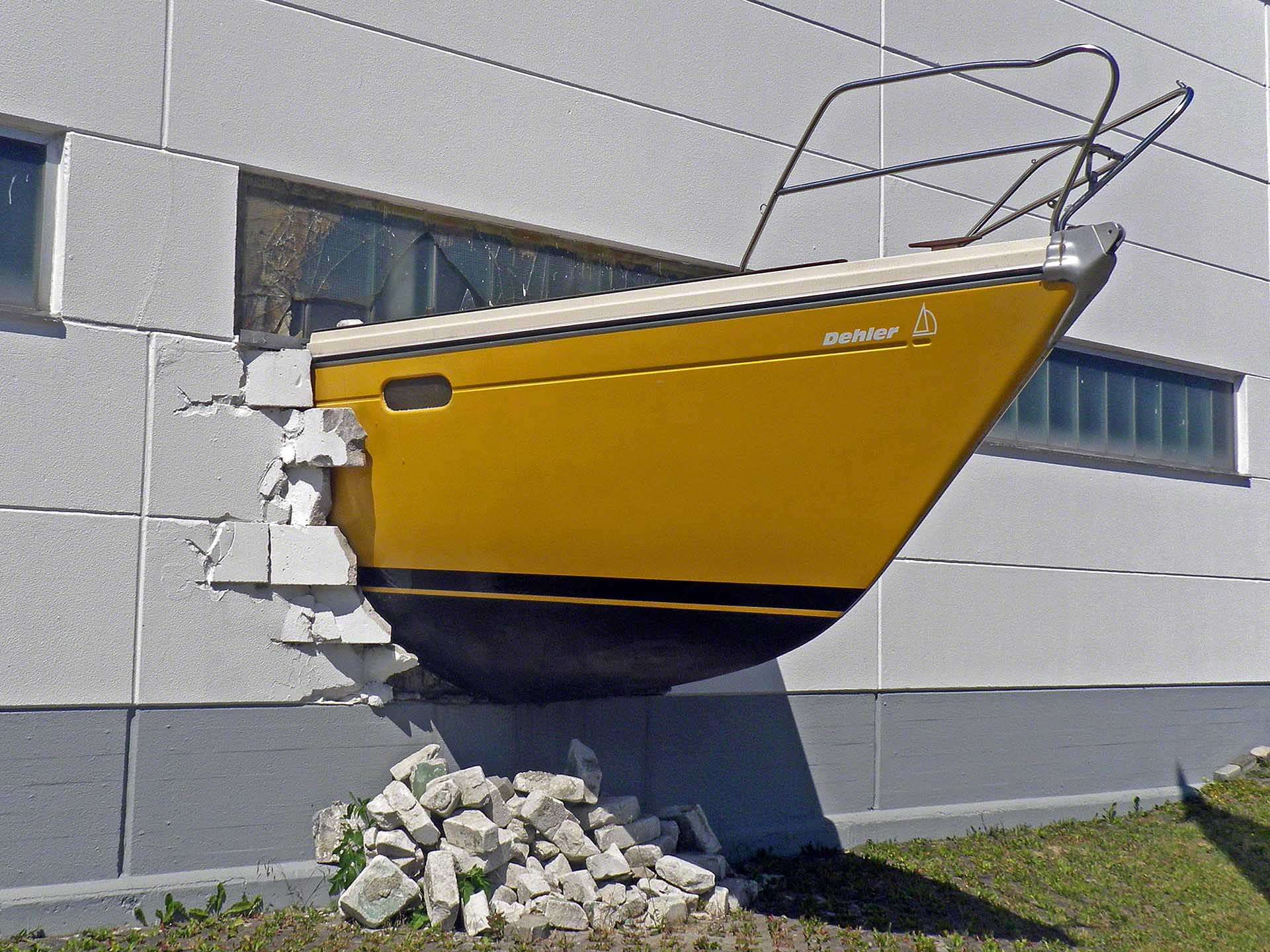
Installation an der ehemaligen Dehler-Werft in Freienohl (in Anspielung auf einen legendären Crashtest)

Die Dehler-Werft wurde von den Brüdern Willi und Heinz Dehler Anfang der 1960er Jahre gegründet, als Kunststoffe im Bootsbau aufkamen und ihn revolutionierten. Ab 1963 stellten die Dehler-Brüder in Freienohl (NRW) zunächst kleine Jollen aus GFK her (Winnetou und Pfeil S). Schon 1966 folgte die noch heute in Seglerkreisen bekannte Varianta, die große Verbreitung fand und den Grundstein legte für den Aufstieg der Dehler-Werft zu einem führenden deutschen Hersteller von Sport- und Freizeitbooten. Im Laufe der 1970er und 80er Jahre wurde die Palette kontinuierlich nach oben erweitert. Die Modelle Optima, Delanta, Sprinta, Duetta und Dehlya kamen auf den Markt und widerspiegeln die Entwicklung des Angebots vom Kleinkreuzer zur kleinen Fahrtenyacht bis 10 Meter Länge.
Zu den sportlichen Höhepunkten der Unternehmensgeschichte gehört der 1. Platz von Frank Hübner und Harro Bode bei den Olympischen Spielen 1976 in einem von Dehler gebauten 470er. Ein wegweisendes Modell war die ab 1977 gebaute Sprinta Sport, die gleichermaßen zum Touren- und Regattasegeln geeignet war. Mit Zustimmung der International Yacht Racing Union (IYRU) wurde sie 1980 zur ersten IOR-Einheitsklasse der Welt ernannt. Im gleichen Jahr stellte das Unternehmen den Dreivierteltonner db1 vor. Mit dem Nachfolgermodell db2 wurde Karl Dehler 1984 Serienweltmeister. Im Nachwuchsbereich engagierte sich Dehler ab 1989 für das von Günther Ahlers entworfene Jugendboot Teeny, das zur eigenständigen Bootsklasse entwickelt wurde.
Mit dem Ausstieg seines Bruders Heinz um 1979 entwickelte Willi Dehler, der die Geschäfte nun allein führte, neben dem Dehler Yachtbau den Dehler Mobilbau für den Ausbau von VW Transportern. 1995 verkaufte auch er seine Anteile.

### Wirtschaftliche Krise und Eigentümerwechsel (1996–2008)
Ab Mitte der 1990er Jahre und mit der einsetzenden Rezession in der Bootsbranche geriet das Unternehmen in wirtschaftliche Schwierigkeiten. 1998 musste Dehler Insolvenz anmelden, der Betrieb wurde von der niederländischen Neptunus-Gruppe übernommen. Eine konzeptionelle Neuausrichtung, die Zusammenarbeit mit dem Konstruktionsbüro Judel/Vrolijk & Co. und die Einführung neuer Modelle bis 47 Fuß brachten eine wirtschaftliche Erholung. Regattaerfolge und die Auszeichnung der Dehler 47 als „Europas Yacht des Jahres 2003“ stützten die Entwicklung.
2004/05 kaufte der Niederländer Wilan van den Berg das Unternehmen und übernahm auch die Geschäftsführung. 2008 brachte die Werft mit der Dehler 60 ihr (bis heute) größtes Modell heraus, das aber nur ein einziges Mal gebaut wurde.  Wegen erneuter finanzieller Probleme und ausbleibender Lohnzahlungen stellten die Mitarbeiter im Dezember 2008 einen Insolvenzantrag. Dem schloss sich Wilan van den Berg wegen Überschuldung an.

### Übernahme durch HanseYachts (2009–heute)

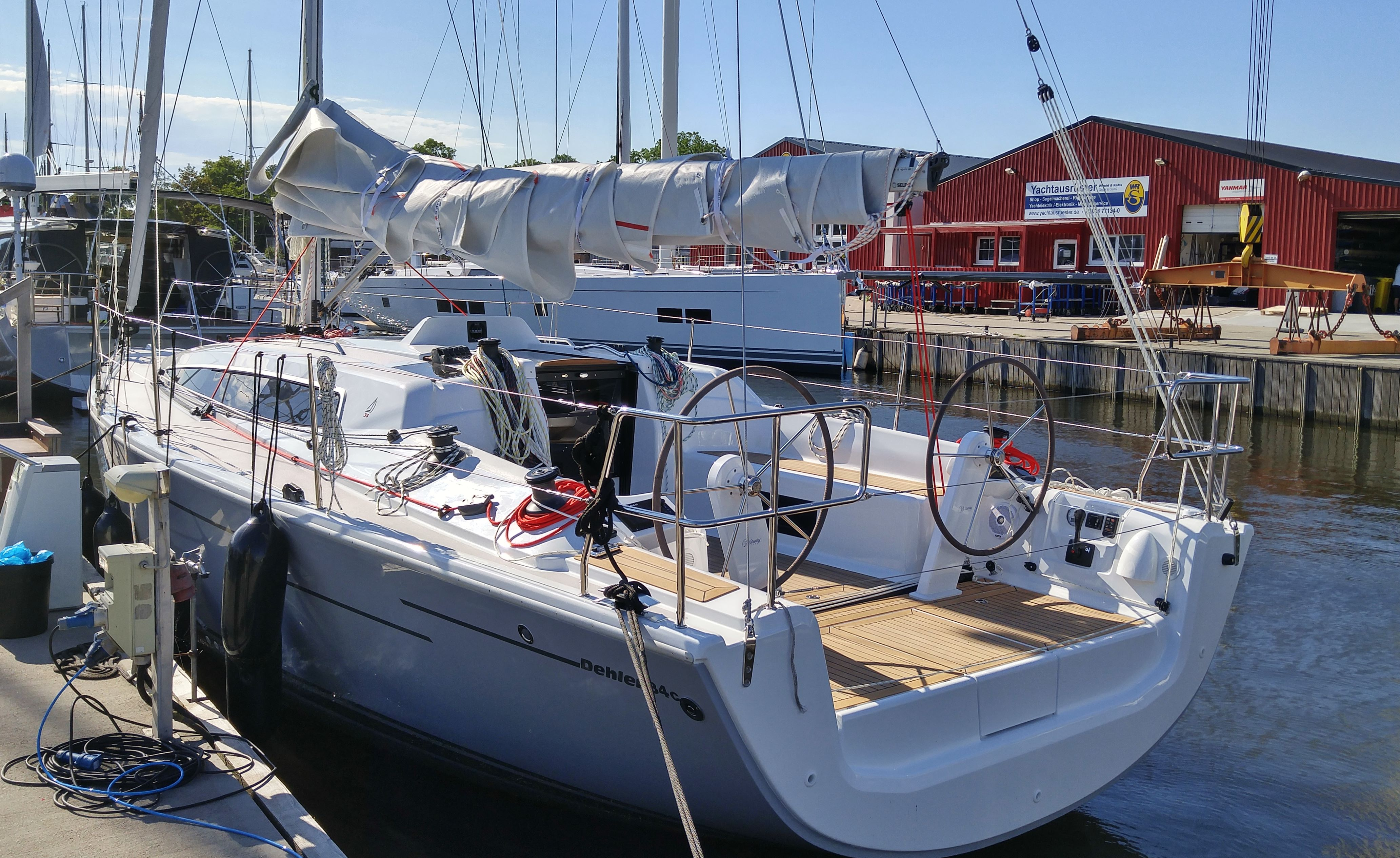
Dehler 34c (ab 2016)

Am 30. April 2009 teilte der Insolvenzverwalter den Verkauf der Dehler-Werft an die in Greifswald ansässige HanseYachts AG mit. Am alten Standort in Freienohl wurden zunächst weiterhin Yachten kleiner und mittlerer Größe hergestellt. Der Bau größerer Dehler-Modelle erfolgte fortan im Greifswalder Stammwerk von HanseYachts. Im November 2009 stellte Dehler ein Einsteigermodell als kleinstes Boot einer Großserienwerft vor. Diese neue Varianta 18, die auf den alten Formen des Rotkäppchens basierte, wurde von der Designerin Henrike Gänß innen und außen gestaltet. Der Bau des Modells wurde 2014 nach 299 ausgelieferten Booten eingestellt.
Im Mai 2012 gab die Geschäftsleitung bekannt, dass sie die Produktionsstätte in Freienohl mit 85 Mitarbeitern Ende September 2012 schließen wird. Die Dehler-Produktion wurde in der Folge vollständig nach Greifswald verlegt. Zum 50-jährigen Jubiläum kam 2013 die Dehler 38 auf den Markt. Sie war die erste Dehler-Yacht, die komplett in Greifswald entwickelt und gebaut wurde. Das neue Modellkonzept mit Karl Dehler als Projektleiter gewann 2014 mehrere Auszeichnungen, darunter den „European Yacht of the Year“-Award in der Kategorie "Performance Cruiser".

## Modelle
| Modell       | Launch      | Länge ü.a. (m / ft) | Breite (m / ft) | Gew.1 (t) | Segelfl. (m²) | STZ 2 stand. |
| ------------ | ----------- | ------------------- | --------------- | --------- | ------------- | ------------ |
| Dehler 29    | 1998 / 2010 | 8,75 / 28' 8''      | 2,99 / 9' 10''  | 3,7       | 43,1          | 4,2          |
| Dehler 30 od | 2019        | 10,30 / 33' 10''    | 3,25 / 10' 8''  | 2,8       | 63,0          | 5,6          |
| Dehler 34    | 2016        | 10,70 / 35' 1''     | 3,60 / 11' 10'' | 6,0       | 65,0          | 4,4          |
| Dehler 38 SQ | 2020        | 11,64 / 38' 2''     | 3,75 / 12' 4''  | 7,5       | 78,6          | 4,5          |
| Dehler 42    | 2016        | 12,84 / 42' 2''     | 3,91 / 12' 10'' | 9,1       | 93,0          | 4,6          |
| Dehler 46    | 2014        | 14,76 / 48' 5''     | 4,35 / 14' 3''  | 11,5      | 114,1         | 4,7          |

1 Standardkiel, 2 Segeltragzahl Standardversion

## Auszeichnungen
- Dehler 30 one design: "European Yacht of the Year 2020" in der Kategorie "Race Yachts"[15]
- Dehler 34: "Boat of the Year 2017" in der Kategorie "Performance Cruiser"
- Dehler 34: "Sailing Today Award 2017" in der Kategorie "Performance Cruiser"
- Dehler 38: "Boat of the Year 2014", verliehen von "Cruising World" und "Sailing World"
- Dehler 38: "European Yacht of the Year 2014" in der Kategorie "Performance Cruiser"
- Dehler 29: "Boat of the Year 1998", verliehen von "Cruising World" und "Sailing World"
- Dehler 29: "European Yacht of the Year 1997"